# Aymen Zidan
Aymen Zidan ou Aymen Zidane, né le 3 mars 1983 à Tunis, est un footballeur tunisien évoluant au poste de gardien avec l'Olympique du Kef.

## Carrière
- ?-janvier 2009 : Stade tunisien (Tunisie)
- janvier 2009-juillet 2010 : El Gawafel sportives de Gafsa (Tunisie)
- juillet 2010-janvier 2011 : Avenir sportif de Gabès (Tunisie)
- janvier 2011-juillet 2012 : Olympique de Béja (Tunisie)
- juillet 2012-juillet 2013 : El Gawafel sportives de Gafsa (Tunisie)
- juillet 2013-juillet 2014 : Union sportive de Ben Guerdane (Tunisie)
- juillet 2014-août 2015 : Étoile olympique de Sidi Bouzid (Tunisie)
- août-décembre 2015 : Association sportive de Djerba (Tunisie)
- depuis décembre 2015 : Olympique du Kef (Tunisie)